# Code Geass 反叛的鲁路修R2剧集列表
《Code Geass 反叛的鲁路修R2》是一部由日升动画、每日放送和Code Geass制作委员会联合制作的日本动画。该剧由谷口悟朗导演，大河内一楼负责剧本。人物形象的原始设定案由漫画团体CLAMP构思并由木村贵宏完成角色设定。《R2》发生在第一季事件的一年之后。由主人公鲁路修·Vi·不列颠领导的“黑色骑士团”发动的政变以失败告终，身为Zero的鲁路修被捕并被注入假記憶，失去了身为Zero、拥有Geass的能力和與妹妹娜娜莉的相关记忆。从那时起，那场政变就被称为“黑色叛乱”。本作讲述鲁路修取回记忆并再次对不列颠帝国发动反攻的故事。
《R2》首次公布于2007年4月版的日本动漫杂志《Newtype》。第一集的早期放映于2008年3月在東京巨蛋城和大阪御堂会館举行。该剧于2008年4月6日在东京每日放送电视台和TBS电视台首播，随后在其他16家电视台重播。由于人为失误，第三集的部分内容在预定播出日期前四天意外泄露。最后一集于2008年9月28日播出。万代影视将本剧封装成9卷DVD、蓝光和UMD格式发售，每卷包含一段图片广播剧作为特典。万代影视后来发布了本剧的单碟改编版本列称为《零之镇魂曲》，之后又发售了一版珍藏盒装。
英语版《R2》的第一集于2008年11月2日在Adult Swim首播，也就是前一季最后一集播出一周后。首轮播映几周后，Adult Swim又将《R2》从第一集开始重新播映，最终在2009年6月7日播出了最后一集。在2009年8月至2012年2月期间，万代娱乐前后为本剧发行了四卷DVD和一个DVD盒。在2013年的Otakon展会上，Funimation宣布收购了本剧所有剧集的播映权。在英国，Kazé公司以DVD和蓝光珍藏盒装的形式发售本剧的影碟。在澳大拉西亚地区，狂人娱乐发行了一部单碟DVD和蓝光版珍藏盒集。在对DVD大量发行的预期中，狂人娱乐从2009年10月27日开始每周在线播映本剧。
中文版播映方面，香港電視廣播有限公司J2率先于2009年8月22日起开始播映。台湾索尼旗下动漫电视频道Animax则于2010年4月23日起逢周一至周五晚间l连续播映前作25集与本作25集的国语配音版本。
本剧使用了四首主题音乐：分别是两首片头曲和两支片尾曲。前12集的开头和片尾曲分别是ORANGE RANGE的《O2》和《幸福的音色》。在本剧余下的剧集里，片头曲是FLOW演绎的《World End》，片尾曲是ALI PROJECT的《我美丽优雅的邪恶之花》。

## 剧集列表
| 集数 | 中文标题 日文标题             | 导演                  | 编剧       | 日版首映时间  | 英语版首映时间 | 香港中文版首播时间 | 台湾中文版首播时间 | 参考来源      |
| --- | ----------------------------- | --------------------- | ---------- | ------------- | -------------- | ------------------ | ------------------ | ------------- |
| TURN 1 | 魔神苏醒之日        | 秋田谷典昭            | 大河内一楼 | 2008年4月6日  | 2008年11月2日  | 2009年8月22日      | 2010年5月28日      | [ 33 ] [ 34 ] |
| 黑色叛乱一年后，被注入假記憶的鲁路修·Vi·不列颠和他的假貨弟弟罗洛·兰佩洛基到巴别塔賭錢。C.C.领导黑色骑士团残党发动攻击以解救被监控的鲁路修。而一直在监视着鲁路修的特勤局此时暴露了他们的身份并企图抓捕C.C.。然而C.C.却成功地接触到鲁路修并恢复了他的記憶，連同遗忘了的Geass能力也一同被恢复。鲁路修取回記憶後，重新以Zero的身份利用Geass杀死了阻击他的敌人。 另一处，枢木朱雀向神圣不列颠帝国皇帝查尔斯·Di·不列颠以及他的圆桌骑士们承诺，杀死Zero将是他的使命。 |                               |                       |            |               |                |                    |                    |               |
| TURN 2 | 日本独立计划        | 鸟羽聪                | 大河内一楼 | 2008年4月13日 | 2008年11月16日 | 2009年8月22日      | 2010年5月31日      | [ 35 ] [ 36 ] |
| 鲁路修回忆起他在黑色叛乱中被朱雀抓走的事情，以及他被不列颠皇帝，也就是他的父亲利用Geass改变了记忆的事情。之后鲁路修以Zero的身份指挥黑色骑士团对不列颠军作出反击，并与卡莲·修坦菲尔德和解。虽然黑色骑士团被突然闯入战局的KMF文森特压制，但是Zero及时摧毁了巴别塔并利用地理環境逃到中华联邦领事馆内，迫使不列颠军撤退。 在中华联邦领事馆里放出的影像中，Zero发表了他的回归以及建立日本合众国的宣言。 |                               |                       |            |               |                |                    |                    |               |
| TURN 3 | 被囚禁的学园        | 马场诚                | 大河内一楼 | 2008年4月20日 | 2008年11月23日 | 2009年8月29日      | 2010年6月1日       | [ 38 ] [ 39 ] |
| 在Zero透过广播发表回归宣言期间，鲁路修潜回阿什弗德学院，这让维蕾塔·努和她领导下的特勤局怀疑他是否是电视上正在发表宣言的那个Zero。 回到学校的鲁路修调查了妹妹娜娜莉的下落，发现整个学院的人都被篡改了记忆，以抹除娜娜莉存在的痕迹。 作为代理总督的吉尔伯特·G·P·吉尔福德向潜居于中华联邦领事馆内的Zero发出最后通牒，要么自己揭露Zero的身份，要么让被监禁的黑色骑士团成员面临公开处决。为此，鲁路修制定了一个计划，利用外出给表面身份为学院老师的维蕾塔购买生日礼物的机会制造混乱，分散一路监视他的特勤局成员的注意。同时试图潜回特勤局在学院地下的指挥部，利用Geass来对付罗洛。然而他的计划失败了，罗洛利用停止时间的Geass夺走了鲁路修对准他的枪。                                                                             |                               |                       |            |               |                |                    |                    |               |
| TURN 4 | 逆袭的处刑台        | 三宅和男              | 大河内一楼 | 2008年4月27日 | 2008年11月30日 | 2009年8月29日      | 2010年6月2日       | [ 40 ] [ 41 ] |
| 鲁路修推断出罗洛的Geass特性，并成功说服他放走自己。作为回报，鲁路修答应罗洛把C.C.交给他。 与此同时，中华联邦领事馆武官黎星刻判断了现状，将中华联邦驻11区大宦官高亥杀死并接管了中华联邦领事馆。 随着最后期限的临近，吉尔福德准备处决被俘的黑色骑士团成员。此时Zero出现提出要与吉尔福德一对一决戰。然而Zero利用操控租界地板构造的手段，使不列颠军和即将被处决的黑色骑士团成员尽数落入中华联邦领事馆领内。在那里由于治外法权限制，不列颠军不得发动攻击。就在一众黑色骑士团成员营救自己的同伴时，罗洛试图追击并杀死背叛他的鲁路修。鲁路修在此安排了一场作秀，看似反手拯救了罗洛的性命，实则利用罗洛珍视他们之间即便是虚伪的兄弟关系，说服了罗洛暗中投靠鲁路修的阵营。                                                            |                               |                       |            |               |                |                    |                    |               |
| TURN 5 | 圆桌骑士            | 三好正人 & 秋田谷典昭 | 大河内一楼 | 2008年5月4日  | 2008年12月7日  | 2009年9月5日       | 2010年6月3日       | [ 43 ] [ 44 ] |
| 在中华联邦领事馆内，获释的黑色骑士团成员们重新被说服团结在Zero领导下。 另一边，朱雀回到了阿什弗德学院去确认鲁路修是否已经恢复了记忆。为此，学院举办了一个欢迎会来欢迎朱雀的回归。而圆桌骑士中的第三和第六骑士也分别到达11区。由于鲁路修试图隐藏C.C.的存在，因此她在欢迎会上的出现间接引发了一系列的混乱。 在利用Geass秘密接管特勤局后鲁路修以与扇要之间的关系为要挟，逼迫维蕾塔成为他的眼线。 在晚间舞会时的天台上，朱雀让鲁路修与即将赴任11区总督的娜娜莉通话，以测试他是否恢复了记忆。 |                               |                       |            |               |                |                    |                    |               |
| TURN 6 | 太平洋奇袭作战      | 鸟羽聪                | 大河内一楼 | 2008年5月11日 | 2008年12月14日 | 2009年9月5日       | 2010年6月4日       | [ 45 ] [ 46 ] |
| 跟随朱雀出现在天台的罗洛利用Geass帮助鲁路修争取时间和娜娜莉通話，避免朱雀发现他已经恢复记忆。 鲁路修率领黑色骑士团计划在娜娜莉被飞艇送往11区前在大洋上空救走她。在成功登陆飞艇后，Zero试图说服娜娜莉不列颠是利用她作为一个有名无实的总督。但娜娜莉透露是她自愿當總督的，她希望重啟日本特别行政区政策，并请Zero加入她。此时不列颠的援军赶到阻止了黑色骑士团的进攻，而朱雀也趁机夺回了娜娜莉。 |                               |                       |            |               |                |                    |                    |               |
| TURN 7 | 被舍弃的面具        | 马场诚                | 大河内一楼 | 2008年5月18日 | 2009年1月11日  | 2009年9月12日      | 2010年6月7日       | [ 48 ] [ 49 ] |
| 娜娜莉到11区正式就任总督，在就职演说上，娜娜莉宣布将恢复日本特别行政区的政策。 明知自己不能与妹妹为敌，鲁路修陷入沮丧情绪中。在他正要沉沦于毒品“重温旧梦”中时，卡莲突然出现提醒他身为Zero的责任。 与此同时，黑色骑士团受到了由朱雀领导的不列颠海军的攻击。在重新认识自己的愿望后，鲁路修返回战线指挥黑色骑士团利用海底地形反败为胜，并当场宣布他将接受娜娜莉总督的提议，带领黑色骑士团加入日本行政特区。 |                               |                       |            |               |                |                    |                    |               |
| TURN 8 | 百万的奇迹          | 三宅和男              | 大河内一楼 | 2008年5月25日 | 2009年1月18日  | 2009年9月12日      | 2010年6月8日       | [ 51 ] [ 52 ] |
| 在与除去娜娜莉之外的11区不列颠高管的非公开会谈中，Zero以“流放Zero”为条件换取100万11区人加入日本行政特区。 在日本行政特区开幕典礼上，就在不列颠宣布将Zero放逐之后，所有参会的11区民众都换上了Zero的服装。这让朱雀在大屠杀和放走一百万“Zero”中不得不选择后者，将所有人都放逐。于是所有与会者都光明正大地登上冰船離開不列顛尼亞。 |                               |                       |            |               |                |                    |                    |               |
| TURN 9 | 朱禁城的新娘        | 酒井和男              | 大河内一楼 | 2008年6月8日  | 2009年1月25日  | 2009年9月19日      | 2010年6月9日       | [ 53 ] [ 54 ] |
| 鲁路修了解到中华联邦的皇帝——天子正被迫与不列颠帝国第一皇子奥德修斯·Eu·不列颠缔结政治联姻。这桩婚事由中华联邦大宦官们精心策划，目的是凭借联姻换取自身在不列颠的贵族身份。作为交换，他们将把中华联邦一半的土地交给不列颠第二皇子修奈泽尔·El·不列颠。 就在婚礼开始时，黎星刻发动了政变力图推翻大宦官们的统治以拯救天子。在混乱中，Zero出现并脅持天子为人质。 |                               |                       |            |               |                |                    |                    |               |
| TURN 10 | 神虎闪耀之刻        | 鸟羽聪                | 大河内一楼 | 2008年6月15日 | 2009年2月1日   | 2009年9月19日      | 2010年6月10日      | [ 55 ] [ 56 ] |
| 鲁路修和天子成功逃脱后，中华联邦的大宦官们不顾一切想要夺回天子。于是他们给了黎星刻戴罪立功的机会。为此黎星刻被允许使用性能孤高的KMF神虎前往追击。 就在卡莲驾驶未补充能源的红莲可翔式迎击神虎时，红莲能量耗尽，卡莲被俘。黑色骑士团只能转而掉头正面迎击前来的追兵。 就在黑色骑士团被迫撤至天帝八十八陵時，大宦官部队和不列颠军将枪口轉向黎星刻和他麾下的起义军。 |                               |                       |            |               |                |                    |                    |               |
| TURN 11 | 思念之力            | 信田ユウ              | 大河内一楼 | 2008年6月22日 | 2009年2月8日   | 2009年9月26日      | 2010年6月11日      | [ 57 ] [ 58 ] |
| 意识到大宦官们沒打算救出天子后，黎星刻只能倒戈相对。当黑色骑士团与中华联邦以及不列颠军对抗时，Zero试图与公开承认叛国的大宦官们讲理。在等到大宦官们吐露实情后，黑色骑士团利用广播将大宦官们的丑态传播到中华联邦全境。与此同时，Zero驾驶KMF蜃气楼击毁了大宦官旗下绝大多数的武装。 广播导致中华联邦境内多地爆发动乱，迫使不列颠方出于政治考虑撤退。而在处死阴谋败露的大宦官集团后，Zero与以黎星刻、天子为首的中华联邦政府结盟。在得到夏莉关于思念的力量的表述后，Zero也放弃了将天子用作政治联姻筹码的想法。 当鲁路修回到阿什弗德学院后，他发现圆桌骑士中的阿和吉诺都被录取为学院学生。 |                               |                       |            |               |                |                    |                    |               |
| TURN 12 | Love Attack!        | 森邦宏 & 须永司       | 大河内一楼 | 2008年6月29日 | 2009年2月15日  | 2009年9月26日      | 2010年6月14日      | [ 59 ] [ 60 ] |
| 在学校假扮成鲁路修的篠崎咲世子为鲁路修安排了约会时间表。在鲁路修拼力完成时间表时，学生会主席米蕾·阿什弗德宣布舉行畢業活動「邱比特日」，任何女孩都可以透过偷帽子而成为男孩的女朋友，反之亦然。米蕾甚至对鲁路修悬以重赏，使大部分学生将他作为目标。在罗洛和咲世子的帮助下，鲁路修避开了大部分学生。在与夏莉私下交谈后鲁路修与她交换了帽子。 不久之后，杰瑞米亚·戈特瓦尔德达11区东京租界区，并在公共场所测试他的“Geass消除器”，偶然地消除了夏莉之前中的Geass，并恢复了她对娜娜莉、鲁路修和Zero的记忆。 |                               |                       |            |               |                |                    |                    |               |
| TURN 13 | 来自过去的刺客      | 村田和也              | 大河内一楼 | 2008年7月6日  | 2009年2月22日  | 2009年10月3日      | 2010年6月15日      | [ 61 ] [ 62 ] |
| 就在鲁路修前往东京租界地区环状铁路线检查用于干扰樱石系统的G列车组时，杰瑞米亚找到了他。然而，当杰瑞米亚得知鲁路修反抗皇帝的原因后，表示自己忠于的主君永远都是鲁路修之母玛丽安娜王妃，并宣誓就此效忠王妃之子鲁路修。 夏莉与她恢复的记忆达成了和解，并希望朱雀与她一样原谅鲁路修。就在她找到鲁路修之前，罗洛先一步找到了她。当夏莉透露娜娜莉是鲁路修真实妹妹的身份时，罗洛射杀了她。鲁路修最终发现了垂死的夏莉。在临死前，夏莉向鲁路修表达了自己的心意。 |                               |                       |            |               |                |                    |                    |               |
| TURN 14 | Geass狩猎           | 三宅和男              | 大河内一楼 | 2008年7月13日 | 2009年3月1日   | 2009年10月3日      | 2010年6月16日      | [ 63 ] [ 64 ] |
| 罗洛向鲁路修承认是自己殺死了夏莉，然而鲁路修并没有责备罗洛，而是怪罪于Geass本身的存在。 作为报复，鲁路修向Geass教团所在地发动了攻击，并命令杀死教团内所有人。此时教团现任教主V.V.驾驶齐格飞试图阻止黑色骑士团。然而他最终被鲁路修和柯内利亚·Li·不列颠联手击败。 在这之后，鲁路修被传送到一个迥异于世的维度，在那里一个被称为阿卡夏之剑的地方见到了皇帝查尔斯。 在另一边，由于怀疑是鲁路修杀害了夏莉，朱雀决定用毒品逼供卡莲。 |                               |                       |            |               |                |                    |                    |               |
| TURN 15 | C的世界             | 马场诚                | 大河内一楼 | 2008年7月20日 | 2009年3月8日   | 2009年10月17日     | 2010年6月17日      | [ 65 ] [ 66 ] |
| 在阿卡夏之剑存在的被称为C的世界的空间里，鲁路修发现其父查尔斯居然是不死之身。C.C.也在Geass教团的废墟中发现了V.V.，并得知他的Code已经被查尔斯夺走，失去永生之力。 朱雀发现他自己无法像鲁路修那样用卑劣的手段达到目的，于是放弃了用毒品来对卡莲的审讯。而就在他调查阿什弗德学院时发现特勤局已被控制。 与此同时，维蕾塔与扇要在树林中会面并计划将其杀死，但扇要坦言已经爱上了她。 C.C.进入到C的世界并揭示她最终的愿望是获得死亡以摆脱永恒的生命。为了从查尔斯手中救下鲁路修，C.C.将他传送到自己的潜意识中。在那里鲁路修看到了C.C.的过去并明白了C.C.真正的愿望，因此重新回到阿卡夏之剑救下即将被查尔斯杀死的C.C.。之后二人回到现实，但鲁路修发现C.C.已经失忆，变成了获得Geass力量之前的样子。 另一边，尼娜成功试爆了弗雷亚弹头。 |                               |                       |            |               |                |                    |                    |               |
| TURN 16 | 超合众国第一号决议  | 阿部达也              | 大河内一楼 | 2008年7月27日 | 2009年5月3日   | 2009年10月17日     | 2010年6月18日      | [ 68 ] [ 69 ] |
| 圆桌骑士成员和大量不列颠军兵力在11区集结，尼娜研制的弗雷亚弹头也正式装备在了兰斯洛特上。 黑色骑士团联合47个国家成立了超合众国，并正式向不列颠帝国宣战。在成立大会上，黑色骑士团作为放弃国家军事力量的超合众国所雇佣的武装力量接受了第一号决议——解放日本。 就在典礼进行时，皇帝查尔斯突然出现在屏幕上打断了公告，并表示为了世界本身向Zero发出挑战。 由于担心娜娜莉的安危，鲁路修向朱雀承认了自己的身份并请求朱雀拯救娜娜莉。朱雀同意了鲁路修的请求，条件是要他单独前往11区见面。 |                               |                       |            |               |                |                    |                    |               |
| TURN 17 | 泥土的味道          | 工藤宽显              | 大河内一楼 | 2008年8月3日  | 2009年5月10日  | 2009年10月24日     | 2010年6月21日      | [ 70 ] [ 71 ] |
| 黑色骑士团正式向11区海域发起攻击，但团内诸位成员对Zero的认可有所动摇。 朱雀与鲁路修在神社会面。经过一番争执后，鲁路修还是设法赢得了朱雀的认可，约定结束战争恢复和平的世界。然而此时修奈泽尔出现令自己的手下将鲁路修逮捕，并且确信朱雀已经背叛了帝国。 就在修奈泽尔与鲁路修单独对话时，鲁路修被守卫在外已经中了Geass的吉尔福德救出。 鲁路修利用此前已经設置好的G列车瘫痪了整个东京租界。黑色骑士团也开始发动总攻。 |                               |                       |            |               |                |                    |                    |               |
| TURN 18 | 第二次东京决战      | 鸟羽聪                | 大河内一楼 | 2008年8月10日 | 2009年5月10日  | 2009年10月24日     | 2010年6月22日      | [ 72 ] [ 73 ] |
| 潜回东京租界的罗洛试图找到娜娜莉并将她杀死。另一边，潜入市政厅的咲世子解救了卡莲并将她带到存放已经被大幅改造过的红莲的地方。凭借能力大幅提升的红莲，卡莲归队并击退了不列颠军。然而此时的朱雀却在死亡的边缘，受到之前Zero所下Geass的刺激发射了弗雷亚弹头。 弗雷亚在市区上空爆炸，摧毁了大量的建筑。罗洛告诉鲁路修，娜娜莉也被卷入爆炸中。鲁路修奔溃了。 |                               |                       |            |               |                |                    |                    |               |
| TURN 19 | 背叛                | 秋田谷典昭            | 大河内一楼 | 2008年8月17日 | 2009年5月17日  | 2009年10月31日     | 2010年6月23日      | [ 74 ] [ 75 ] |
| 修奈泽尔提出与黑色骑士团的领导们会面以签订停火协议，但已经彻底崩溃的鲁路修无法出席。在会谈中，修奈泽尔向黑色骑士团揭示了Zero的力量和真实身份，说服他们之所以跟随Zero可能是因為中了他的Geass。 为了换取日本独立，黑色骑士团成员同意抛弃Zero，与修奈泽尔达成统一战线。就在鲁路修准备接受死亡时，罗洛出现救走了他。在将鲁路修转移到安全地点的途中，罗洛过度使用Geass并最终死去。鲁路修就此醒悟，决定为了不浪费罗洛拯救下他的性命，重新振作起来要杀死皇帝。 |                               |                       |            |               |                |                    |                    |               |
| TURN 20 | 不配当皇帝          | 三宅和男              | 大河内一楼 | 2008年8月24日 | 2009年5月17日  | 2009年10月31日     | 2010年6月24日      | [ 76 ] [ 77 ] |
| 尼娜因弗雷亚弹头造成的危害，令内心发生了动摇。 当皇帝开始制定名为诸神的黄昏的计划时，鲁路修和朱雀分别前往神根岛与他对质。朱雀不再受错误的手段和无意义观念的束缚，接受了修奈泽尔的意见以刺杀皇帝为条件换取成为第一骑士的机会。 鲁路修的母亲玛丽安娜接管了阿尼亚的意识并恢复了C.C.的记忆，两人一同前往神根岛。 在岛上，当鲁路修进入阿卡夏之剑时，朱雀被守护于此的第一骑士俾斯麦·瓦尔德施泰因阻拦。鲁路修知道无法杀死父亲，于是摧毁了阿卡夏之剑的入口计划将两人永遠封锁在里面。 |                               |                       |            |               |                |                    |                    |               |
| TURN 21 | 连接诸神的黄昏      | 马场诚                | 大河内一楼 | 2008年8月31日 | 2009年5月24日  | 2009年11月7日      | 2010年6月25日      | [ 78 ] [ 79 ] |
| 在阿卡夏之剑的入口，玛丽安娜离开阿尼亚的身体只身进入系统。醒来的朱雀被C.C.带领著进入了阿卡夏之剑。在阿卡夏之剑，鲁路修从皇帝和玛丽安娜本人那里得知了其母被杀的真相。他们同时也揭示了诸神黄昏就是将所有人都融合进无意识集合体中。就在皇帝打算夺取C.C.的Code时，鲁路修否定了他们两人的理念，认为这样的话人生将不再有意义。于是他对无意识集合体用Geass下令阻止诸神黄昏的进行。这导致了皇帝和玛丽安娜的消亡。 一个月后，鲁路修出现在众人面前，正式就任不列颠帝国新任皇帝，而朱雀也以超越所有骑士的零骑士出现在他身边。 |                               |                       |            |               |                |                    |                    |               |
| TURN 22 | 皇帝鲁路修          | 信田ユウ              | 大河内一楼 | 2008年9月7日  | 2009年5月24日  | 2009年11月7日      | 2010年6月28日      | [ 80 ] [ 81 ] |
| 鲁路修对不列颠帝国展开了一系列改革，废除了贵族制，奴役了所有皇族成员，取消了编号殖民区制。剩余的圆桌骑士试图推翻鲁路修的政权。但被朱雀驾驶KMF一一击败。 鲁路修为了巩固自己的地位，宣布计划加入超合众国。但是当超合众国代表要求鲁路修接受投票权限制以避免不列颠帝国因人数优势而自动获得选票优势时，鲁路修令朱雀闯入会场将所有超合众国代表劫持为人质，胁迫他们打印他的要求。 在骚动中，修奈泽尔乘坐新建成的空中要塞达摩克里斯之剑用弗雷亚弹头摧毁了不列颠帝都潘多拉贡。修奈泽尔向鲁路修透露，娜娜莉依然活着并且现在站在修奈泽尔一边。 |                               |                       |            |               |                |                    |                    |               |
| TURN 23 | 修奈泽尔的面具      | 五十岚达矢            | 大河内一楼 | 2008年9月14日 | 2009年5月31日  | 2009年11月14日     | 2010年6月29日      | [ 82 ] [ 83 ] |
| 修奈泽尔公布了他的计划：利用达摩克里斯之剑打击世界上每一个交战国，从而歼灭威胁来实现和平。 鲁路修在与娜娜莉的对话中宣布对方是敌人，但是心底依然有所犹豫。在朱雀和C.C.的开导下，鲁路修开始顿悟并重新着眼于他最初的目的。 修奈泽尔则在剩余黑色骑士团和圆桌骑士的协助下对鲁路修麾下部队发动了决战。 |                               |                       |            |               |                |                    |                    |               |
| TURN 24 | 达摩克里斯的天空    | 鸟羽聪                | 大河内一楼 | 2008年9月21日 | 2009年5月31日  | 2009年11月14日     | 2010年6月30日      | [ 84 ] [ 85 ] |
| 鲁路修与朱雀合力使用尼娜开发的弗雷亚抑制器成功绕过了达摩克里斯之剑的保护屏障。修奈泽尔确信鲁路修被困于达摩克里斯之剑堡垒后设定了达摩克里斯的自毁程序并试图逃离。但是被鲁路修抢先使用Geass令其臣服于Zero。在这之后，鲁路修面对重新获得视力的娜娜莉。 |                               |                       |            |               |                |                    |                    |               |
| TURN 25 | "Re;"                         | 秋田谷典昭            | 大河内一楼 | 2008年9月28日 | 2009年6月7日   | 2009年11月21日     | 2010年7月1日       | [ 86 ] [ 87 ] |
| 朱雀与卡莲在达摩克里斯之剑外死斗，并最终以红莲丧失战斗能力换得了朱雀所驾驶KMF的爆炸。 鲁路修使用Geass迫使娜娜莉交出控制达摩克里斯之剑发射弗雷亚弹头的钥匙。在达摩克里斯要塞的加持下，鲁路修皇帝要挟整个世界臣服于他的统治。 两个月后，在针对超合众国前代表们以及黑色骑士团高层的公开处决游行上，事先装扮成Zero的朱雀开始了他们称之为“零之镇魂曲”的计划，公开刺杀了皇帝鲁路修。其结果是整个世界一致将怨恨投给了鲁路修，并在成为新女皇的娜娜莉的领导下开启了一个和平的时代。 |                               |                       |            |               |                |                    |                    |               |

## 媒体发行

### 日本发行
万代影视分别以DVD、蓝光和UMD格式分9卷发行本剧的影碟。特别篇《零之镇魂曲》将所有25集的内容浓缩集中在一张光碟上发行。最终，这9卷影碟又以珍藏盒装DVD和蓝光光碟格式发行。
| 卷目                 | 卷目       | 剧集           | DVD发行日期    | 蓝光发行日期  | UMD发布日期   |
| -------------------- | ---------- | -------------- | -------------- | ------------- | ------------- |
|                      | 第一卷     | 1              | 2008年8月22日  | 2008年8月22日 | 2010年3月26日 |
| 第二卷               | 2-4        | 2008年9月26日  | 2008年9月26日  | 2010年3月26日 |               |
| 第三卷               | 5-7        | 2008年10月24日 | 2008年10月24日 | 2010年3月26日 |               |
| 第四卷               | 8-10       | 2008年11月21日 | 2008年11月21日 | 2010年3月26日 |               |
| 第五卷               | 11-13      | 2008年12月19日 | 2008年12月19日 | 2010年3月26日 |               |
| 第六卷               | 14-16      | 2009年1月23日  | 2009年1月23日  | 2010年3月26日 |               |
| 第七卷               | 17-19      | 2009年2月20日  | 2009年2月20日  | 2010年3月26日 |               |
| 第八卷               | 20-22      | 2009年3月27日  | 2009年3月27日  | 2010年3月26日 |               |
| 第九卷               | 23-25      | 2009年4月24日  | 2009年4月24日  | 2010年3月26日 |               |
| 特别篇《零之镇魂曲》 | 1-25的合集 | 2011年9月22日  | 2009年7月24日  | 未发行        |               |
| 珍藏盒装             | 1-25       | 2012年2月24日  | 2014年3月26日  | 未发行        |               |

#### 配图广播剧
配图广播剧是静止的图像和用来讲述故事的角色声音。在日本，每部DVD或蓝光碟片中都附有配图广播剧。而2014年发行的蓝光珍藏盒装中，还另外收录了一段新的配图广播剧。

### 英语发行
在北美地区，万代娱乐发行了本剧的四卷DVD，每卷都有限量版本。后来，万代娱乐又发行了一个包含全部四卷光碟的珍藏盒装。 
| 卷目     | 卷目   | 剧集          | 发行日期        | 参考来源       |
| -------- | ------ | ------------- | --------------- | -------------- |
|          | Part 1 | 1-7           | 2009年8月18日   | [ 16 ] [ 117 ] |
| Part 2   | 8-13   | 2009年12月1日 | [ 118 ] [ 119 ] |                |
| Part 3   | 14-19  | 2010年1月19日 | [ 120 ] [ 121 ] |                |
| Part 4   | 20-25  | 2010年4月6日  | [ 115 ] [ 116 ] |                |
| 珍藏合集 | 1-25   | 2012年2月7日  | [ 17 ]          |                |

在英国市场，2012年10月，Kazé在MCM倫敦動漫展期间宣布买下本剧发行权。2013年3月11日，Kazé发布了一套DVD和蓝光光盘珍藏盒装，由漫画娱乐公司发售。在澳大拉西亚地区，狂人娱乐于2010年12月20日发行了一套DVD光碟，之后又在2013年6月16日发行了一套蓝光合集。

### 中文版发行
中文版DVD在台湾由普威尔国际引进，于2009至2011年间初版发行。
| 卷目 | 剧集  | 发行日期      | 参考来源 |
| ---- | ----- | ------------- | -------- |
| 1    | 1     | 2009年9月3日  | [ 126 ]  |
| 2    | 2-4   | 2009年11月5日 | [ 126 ]  |
| 3    | 5-7   | 2010年2月10日 | [ 127 ]  |
| 4    | 8-10  | 2010年3月10日 | [ 127 ]  |
| 5    | 11-13 | 2010年5月12日 | [ 127 ]  |
| 6    | 14-16 | 2010年6月11日 | [ 127 ]  |
| 7    | 17-19 | 2010年8月13日 | [ 127 ]  |
| 8    | 20-22 | 2010年10月8日 | [ 127 ]  |
| 9    | 23-25 | 2011年1月14日 | [ 128 ]  |

## 脚注
注释
1. ↑  译名参考自澳洲新快网。[21]
2. ↑  译名参考自BBC网。[122]
3. ↑  译名参考自大纪元新闻网。[124]

参考资料
1. ↑  . Bandai Entertainment.   [2014-01-01]. （原始内容存档于2011-09-16） （英语）.
2. ↑  . Newtype.   [2014-01-01]. （原始内容存档于2013-10-28） （日语）.
3. ↑  . Geass.jp.   [2014-01-02]. （原始内容存档于2016-03-04） （日语）.
4. ↑  . Geass.jp.   [2013-04-20]. （原始内容存档于2013-06-14） （日语）.
5. ↑  . Anime News Network. 2008-04-15  [2012-04-21]. （原始内容存档于2012-11-14） （英语）.
6. ↑  . Anime News Network. 2008-04-16  [2012-04-21]. （原始内容存档于2012-04-25） （英语）.
7. 1 2  . Agency for Cultural Affairs (Japan).   [2015-07-05]. （原始内容存档于2016-03-03） （日语）.
8. 1 2 3  . Bandai Visual.   [2013-04-20]. （原始内容存档于2014-01-01） （日语）.
9. 1 2 3  . Bandai Visual.   [2013-04-20]. （原始内容存档于2014-01-01） （日语）.
10. 1 2 3  . Bandai Visual.   [2013-04-21]. （原始内容存档于2016-03-30） （日语）.
11. 1 2 3  . Bandai Visual.   [2013-04-20]. （原始内容存档于2014-01-01） （日语）.
12. 1 2 3  . Bandai Visual.   [2013-04-21]. （原始内容存档于2014-01-01） （日语）.
13. 1 2 3  . Bandai Entertainment. 2008-11-01  [2013-04-20]. （原始内容存档于2008-12-21） （英语）.
14. ↑  Brian Hudson. . Anime News Network. 2008-04-26  [2012-03-09]. （原始内容存档于2012-04-21） （英语）.
15. 1 2 3 4 5 6 7 8 9 10 11 12 13  . TV Guide.   [2014-01-02]. （原始内容存档于2014-01-02） （英语）.
16. 1 2  . Amazon.com.   [2013-04-21]. （原始内容存档于2021-01-22） （英语）.
17. 1 2  . Amazon.com.   [2013-04-21]. （原始内容存档于2021-01-22） （英语）.
18. ↑  Michelle. . Funimation. 2013-08-10  [2013-12-15]. （原始内容存档于2013-12-15） （英语）.
19. 1 2  . Amazon.co.uk.   [2013-04-21]. （原始内容存档于2021-01-22） （英语）.
20. 1 2  . Amazon.co.uk.   [2013-04-21]. （原始内容存档于2021-01-22） （英语）.
21. ↑  海峰. . 澳洲新快网. 2014-03-04  [2020-03-16]. （原始内容存档于2014-03-07） （中文（中国大陆））.
22. 1 2  . Madman Entertainment.   [2013-04-21]. （原始内容存档于2016-03-04） （英语）.
23. 1 2  . Madman Entertainment.   [2013-04-21]. （原始内容存档于2013-07-19） （英语）.
24. ↑  . Madman Entertainment. 2009-09-30  [2014-01-02]. （原始内容存档于2016-03-28） （英语）.
25. 1 2  . hkaiw.nets.hk.   [2020-03-17]. （原始内容存档于2015-05-09） （中文（香港））.
26. ↑  GNN 記者 阿Lu. . 巴哈姆特電玩資訊站. 2010-03-19  [2020-03-17]. （原始内容存档于2020-04-09） （中文（臺灣））.
27. ↑  . www.animax-taiwan.com.   [2020-03-18]. （原始内容存档于2010-07-22） （中文（臺灣））.
28. ↑  . Geass.jp.   [2013-04-21]. （原始内容存档于2013-05-03） （日语）.
29. ↑  . RBB TODAY.   [2020-03-18]. （原始内容存档于2021-01-22） （日语）.
30. ↑  Inc, Natasha. . 音楽ナタリー.   [2020-03-18]. （原始内容存档于2020-04-27） （日语）.
31. ↑  .   [2008-06-07]. （原始内容存档于2008-03-23） （日语）.
32. ↑  Inc, Natasha. . 音楽ナタリー.   [2020-03-18]. （原始内容存档于2019-05-26） （日语）.
33. ↑  . Geass.jp.   [2013-04-20]. （原始内容存档于2013-05-10） （日语）.
34. ↑  . Bandai Entertainment.   [2013-04-21]. （原始内容存档于2011-09-16） （英语）.
35. ↑  . Geass.jp.   [2013-04-20]. （原始内容存档于2013-05-10） （日语）.
36. ↑  . Bandai Entertainment.   [2013-04-21]. （原始内容存档于2011-09-16） （英语）.
37. 1 2  . Adult Swim. 2008-12-03  [2013-04-20]. （原始内容存档于2008-12-17） （英语）.
38. ↑  . Geass.jp.   [2013-04-20]. （原始内容存档于2013-05-11） （日语）.
39. ↑  . Bandai Entertainment.   [2013-04-21]. （原始内容存档于2011-09-16） （英语）.
40. ↑  . Geass.jp.   [2013-04-20]. （原始内容存档于2013-05-10） （日语）.
41. ↑  . Bandai Entertainment.   [2013-04-21]. （原始内容存档于2011-09-16） （英语）.
42. 1 2  . Adult Swim. 2008-12-17  [2013-04-20]. （原始内容存档于2008-12-17） （英语）.
43. ↑  . Geass.jp.   [2013-04-20]. （原始内容存档于2013-05-11） （日语）.
44. ↑  . Bandai Entertainment.   [2013-04-21]. （原始内容存档于2011-09-16） （英语）.
45. ↑  . Geass.jp.   [2013-04-20]. （原始内容存档于2013-05-10） （日语）.
46. ↑  . Bandai Entertainment.   [2013-04-21]. （原始内容存档于2011-09-16） （英语）.
47. ↑  . Anime News Network. 2008-12-17  [2013-04-20]. （原始内容存档于2013-07-26） （英语）.
48. ↑  . Geass.jp.   [2013-04-20]. （原始内容存档于2013-05-11） （日语）.
49. ↑  . Bandai Entertainment.   [2013-04-21]. （原始内容存档于2011-09-16） （英语）.
50. 1 2 3 4 5 6  . Adult Swim. 2009-02-26  [2013-04-20]. （原始内容存档于2009-03-04） （英语）.
51. ↑  . Geass.jp.   [2013-04-20]. （原始内容存档于2013-05-11） （日语）.
52. ↑  . Bandai Entertainment.   [2013-04-21]. （原始内容存档于2011-09-16） （英语）.
53. ↑  . Geass.jp.   [2013-04-20]. （原始内容存档于2013-05-11） （日语）.
54. ↑  . Bandai Entertainment.   [2013-04-21]. （原始内容存档于2011-09-16） （英语）.
55. ↑  . Geass.jp.   [2013-04-20]. （原始内容存档于2013-05-11） （日语）.
56. ↑  . Bandai Entertainment.   [2013-04-21]. （原始内容存档于2011-09-16） （英语）.
57. ↑  . Geass.jp.   [2013-04-20]. （原始内容存档于2013-05-10） （日语）.
58. ↑  . Bandai Entertainment.   [2013-04-21]. （原始内容存档于2011-09-16） （英语）.
59. ↑  . Geass.jp.   [2013-04-20]. （原始内容存档于2013-05-10） （日语）.
60. ↑  . Bandai Entertainment.   [2013-04-21]. （原始内容存档于2011-09-16） （英语）.
61. ↑  . Geass.jp.   [2013-04-20]. （原始内容存档于2013-05-11） （日语）.
62. ↑  . Bandai Entertainment.   [2013-04-21]. （原始内容存档于2011-09-16） （英语）.
63. ↑  . Geass.jp.   [2013-04-20]. （原始内容存档于2013-05-14） （日语）.
64. ↑  . Bandai Entertainment.   [2013-04-21]. （原始内容存档于2011-09-16） （英语）.
65. ↑  . Geass.jp.   [2013-04-20]. （原始内容存档于2013-05-11） （日语）.
66. ↑  . Bandai Entertainment.   [2013-04-21]. （原始内容存档于2011-09-16） （英语）.
67. ↑  . Anime News Network. 2009-03-09  [2013-04-20]. （原始内容存档于2013-04-29） （英语）.
68. ↑  . Geass.jp.   [2013-04-20]. （原始内容存档于2013-05-10） （日语）.
69. ↑  . Bandai Entertainment.   [2013-04-21]. （原始内容存档于2011-09-16） （英语）.
70. ↑  . Geass.jp.   [2013-04-20]. （原始内容存档于2013-05-14） （日语）.
71. ↑  . Bandai Entertainment.   [2013-04-21]. （原始内容存档于2011-09-16） （英语）.
72. ↑  . Geass.jp.   [2013-04-20]. （原始内容存档于2013-05-10） （日语）.
73. ↑  . Bandai Entertainment.   [2013-04-21]. （原始内容存档于2011-09-16） （英语）.
74. ↑  . Geass.jp.   [2013-04-20]. （原始内容存档于2013-05-11） （日语）.
75. ↑  . Bandai Entertainment.   [2013-04-21]. （原始内容存档于2011-09-16） （英语）.
76. ↑  . Geass.jp.   [2013-04-20]. （原始内容存档于2013-05-10） （日语）.
77. ↑  . Bandai Entertainment.   [2013-04-21]. （原始内容存档于2011-09-16） （英语）.
78. ↑  . Geass.jp.   [2013-04-20]. （原始内容存档于2013-05-10） （日语）.
79. ↑  . Bandai Entertainment.   [2013-04-21]. （原始内容存档于2011-09-16） （英语）.
80. ↑  . Geass.jp.   [2013-04-20]. （原始内容存档于2013-05-10） （日语）.
81. ↑  . Bandai Entertainment.   [2013-04-21]. （原始内容存档于2011-09-16） （英语）.
82. ↑  . Geass.jp.   [2013-04-20]. （原始内容存档于2013-05-10） （日语）.
83. ↑  . Bandai Entertainment.   [2013-04-21]. （原始内容存档于2011-09-16） （英语）.
84. ↑  . Geass.jp.   [2013-04-20]. （原始内容存档于2013-05-11） （日语）.
85. ↑  . Bandai Entertainment.   [2013-04-21]. （原始内容存档于2011-09-16） （英语）.
86. ↑  . Geass.jp.   [2013-04-20]. （原始内容存档于2013-05-10） （日语）.
87. ↑  . Bandai Entertainment.   [2013-04-21]. （原始内容存档于2011-09-16） （英语）.
88. 1 2  . Bandai Visual.   [2013-11-03]. （原始内容存档于2014-04-30） （日语）.
89. ↑  . Bandai Visual.   [2013-04-20]. （原始内容存档于2014-01-01） （日语）.
90. ↑  . Bandai Visual.   [2013-04-20]. （原始内容存档于2014-01-01） （日语）.
91. ↑  . Bandai Visual.   [2013-04-21]. （原始内容存档于2014-01-01） （日语）.
92. ↑  . Bandai Visual.   [2013-04-20]. （原始内容存档于2014-01-01） （日语）.
93. ↑  . Bandai Visual.   [2013-04-20]. （原始内容存档于2014-01-01） （日语）.
94. ↑  . Bandai Visual.   [2013-04-21]. （原始内容存档于2014-01-01） （日语）.
95. ↑  . Bandai Visual.   [2013-04-20]. （原始内容存档于2014-01-01） （日语）.
96. ↑  . Bandai Visual.   [2013-04-20]. （原始内容存档于2014-01-01） （日语）.
97. ↑  . Bandai Visual.   [2013-04-21]. （原始内容存档于2014-01-01） （日语）.
98. ↑  . Bandai Visual.   [2013-04-20]. （原始内容存档于2016-03-31） （日语）.
99. ↑  . Bandai Visual.   [2013-04-20]. （原始内容存档于2014-01-01） （日语）.
100. ↑  . Bandai Visual.   [2013-04-21]. （原始内容存档于2016-04-01） （日语）.
101. ↑  . Bandai Visual.   [2013-04-20]. （原始内容存档于2014-01-01） （日语）.
102. ↑  . Bandai Visual.   [2013-04-20]. （原始内容存档于2014-01-01） （日语）.
103. ↑  . Bandai Visual.   [2013-04-21]. （原始内容存档于2014-01-01） （日语）.
104. ↑  . Bandai Visual.   [2013-04-20]. （原始内容存档于2014-01-01） （日语）.
105. ↑  . Bandai Visual.   [2013-04-20]. （原始内容存档于2014-01-01） （日语）.
106. ↑  . Bandai Visual.   [2013-04-21]. （原始内容存档于2014-01-01） （日语）.
107. ↑  . Bandai Visual.   [2013-04-20]. （原始内容存档于2014-01-01） （日语）.
108. ↑  . Bandai Visual.   [2013-04-20]. （原始内容存档于2014-01-01） （日语）.
109. ↑  . Bandai Visual.   [2013-04-21]. （原始内容存档于2016-04-02） （日语）.
110. ↑  . Bandai Visual.   [2013-04-20]. （原始内容存档于2016-04-06） （日语）.
111. ↑  . Bandai Visual.   [2013-04-20]. （原始内容存档于2014-01-01） （日语）.
112. ↑  . Bandai Visual.   [2013-04-21]. （原始内容存档于2016-04-04） （日语）.
113. ↑  . Bandai Visual.   [2013-04-21]. （原始内容存档于2014-01-01） （日语）.
114. ↑  . Geass.jp.   [2014-01-01]. （原始内容存档于2016-03-04） （日语）.
115. 1 2  . Amazon.com.   [2013-04-21]. （原始内容存档于2021-01-22） （英语）.
116. 1 2  . Amazon.com.   [2013-04-21] （英语）.
117. ↑  . Amazon.com.   [2013-04-21]. （原始内容存档于2021-01-22） （英语）.
118. ↑  . Amazon.com.   [2013-04-21]. （原始内容存档于2021-01-22） （英语）.
119. ↑  . Amazon.com.   [2013-04-21]. （原始内容存档于2021-01-22） （英语）.
120. ↑  . Amazon.com.   [2013-04-21]. （原始内容存档于2021-01-22） （英语）.
121. ↑  . Amazon.com.   [2013-04-21]. （原始内容存档于2021-01-22） （英语）.
122. ↑  . BBC News 中文. 2018-10-30  [2020-03-16]. （原始内容存档于2019-06-24） （中文（繁體））.
123. ↑  . Anime News Network. 2012-10-28  [2014-01-02]. （原始内容存档于2013-10-07） （英语）.
124. ↑  . 大纪元新闻网. 2018-08-08  [2020-03-16]. （原始内容存档于2021-01-22） （中文（繁體））.
125. ↑  . Madman Entertainment.   [2013-04-21]. （原始内容存档于2016-03-04） （英语）.
126. 1 2  . www.prowaremedia.com.tw.   [2020-03-18]. （原始内容存档于2020-02-18） （中文（臺灣））.
127. 1 2  . www.prowaremedia.com.tw.   [2020-03-18]. （原始内容存档于2020-01-29） （中文（臺灣））.
128. 1 2  . www.prowaremedia.com.tw.   [2020-03-18]. （原始内容存档于2020-01-29） （中文（臺灣））.